# 민법
민법(民法, 프랑스어: droit civil, 독일어: Bürgerliches Recht, 영어: civil law)은 개인의 권리와 관련된 법으로, 사인과 사법인 등 사적 법률주체 사이의 법률관계에서 발생하는 권리 · 의무를 규율하는 사법(私法)의 일반법이다. 사인과 사법인 간의 법률관계는 거래관계를 위시하여 친족·상속관계가 그 중요내용을 이루며, 개개인의 의사와 법률에 의하여 형성해나가는 것이 원칙이다. 특히 민법은 사적자치의 원리가 지배하는 사인간의 생활관계 내지 법률관계를 주로 규율하며, 그 법률관계는 개인의 권리·의무라는 형태로 구성된다.
독일 등 대륙법계 국가의 경우에는 성문법으로 되어 있으나, 영국이나 미국 등 영미법계의 경우는 불문법으로 되어 있는 경우가 많다. 구성은 판덱텐(Pandekten) 방식이나 인스티투치오네스(Institutiones) 방식으로 되어 있으나, 판덱텐 체계에서는 대체로 물권법, 채권법, 가족법(친족법, 상속법) 등과 이에 대한 총칙 등의 구성요소를 가지는 것이 일반적이다.

## 내용

### 민법의 3대원칙
민법의 3대원칙은 민법 전반에 적용되는 원리이다. 근대 사법(私法)은 봉건적 속박으로부터 벗어난 자유롭고 독립적인 개인을 기본적 요소로 삼는 개인주의에 입각하고 있다. 민주주의는 본시 자유와 평등을 기본이념으로 삼는 것인 만큼, 민주주의를 지향하는 한 개인주의는 어디까지나 유지되지 않을 수 없는 것이다. 근대민법은 자유와 평등이라고 하는 그 이념의 표현으로서 사소유권절대의 원칙, 사적 자치의 원칙, 자기 책임의 원칙을 제창하여 왔다. 그러나 개인주의 이상의 구체적 표현인 위의 3대원칙도 각 개인의 재력의 차이가 점점 커짐에 따라 이 사상은 부한 자를 보호하는 데는 매우 유리하였지만, 경제력이 약한 자에게는 도리어 압박을 가하는 구실을 하게 되었다. 이에 따라 재산권의 절대성뿐만 아니라 공공성을 고려하게 되었다. 사적 자치의 원칙은 약자를 보호하기 위해 국가가 필요한 간섭을 해야 한다는 생각에 따라 수정됐다. 그리고 일정한 경우에는 무과실책임을 인정해 가해자에게 과실이 없더라도 배상책임을 지게 함으로써 피해자가 겪는 심한 불공평을 줄이게 됐다.

### 민법총칙
민법총칙은 판덱텐 체계에 따라 물권법, 채권법, 가족법 등으로 구성되는 민법에서 각 구성 부분에 일반적으로 적용되는 법 원칙 또는 법률이다. 민법의 법원, 법 원칙, 법률행위, 법률행위의 주체(자연인, 법인), 법률행위의 목적, 해석, 대리, 기간, 조건, 기한, 소멸시효 등이 규정되어 있다. 민법총칙의 내용 중에 기간 같은 것은 공법에도 적용되며, 권리남용 금지의 원칙이나 신의성실의 원칙은 법 전반에 두루 적용되는 법 원칙이다.

### 물권법
물권법은 각종의 재화에 대한 사람의 지배 관계를 규율하는 사법이다. 물권은 사물에 대해 사람이 가지는 지배 관계로서, 채권과 달리 이행의 문제를 남기지 않는다는 특징이 있다. 채권적 계약이 선행하고 그 계약의 이행으로서 물권의 변동이 이루어지는 것이 대체적인 법률관계의 모습이라 하겠다.
한편, 대륙법계에서 물권은 그 종류를 법률이 정하는 것과 관습법에 의하는 것으로 엄격히 한정하고 있으며 전반적으로 강행규정성이 강하다. 이러한 점에서 물권은 새로운 종류의 채권의 성립이 자유로우며 임의규정성이 강한 채권과 차이점을 지닌다고도 할 수 있다.
대한민국 민법은 '제2편 물권'에서 이를 다루고 있는데, 물권편의 제1장은 총칙(제185~191조)이고, 제2장부터 제9장까지 점유권(제192~210조), 소유권(제211~278조), 지상권 (제279~290조), 지역권(제291~302조), 전세권(제303~319조), 유치권(제320~328조), 질권(제329~355), 저당권(제356~372조)에 관하여 규정하고 있다.

### 채권법
채권법(債權法, Law of obligations)은 채권에 관한 법률관계(계약·사무관리·부당이득)를 포괄하는 민법학의 한 분야이다. 채권은 특정인이 다른 특정인에 대하여, 즉 채권자가 채무자에 대하여 특정한 행위, 즉 급부를 청구할 수 있는 권리이다. 채권의 효력 즉 채권의 목적인 급부의 실현을 확보하는 것에 관한 규정, 채권의 재산으로서의 작용(채권의 양도·입질 등)에 관한 규정을 총칭해서 채권법이라 한다. 이와 같은 특정인 사이의 법률관계를 채권관계라 하며, 그 채권관계의 내용은 채권자의 채권과 채무자의 채무로 이루어져 있다. 그리고 근대민법은 권리본위(本位)로 구성되어 있으므로 채권관계의 중심내용은 채권이다. 따라서 채권법은 특정채권자와 특정채무자간의 채권관계를 규율하는 법률이라고도 할 수 있다.

### 가족법(친족,상속법)
가족법(家族法)은 가족 및 친족의 공동생활과 공동생활에 기초한 재산의 승계관계를 규율하는 법이다. 친족·상속법이라는 용어를 사용하기도 한다. 친족법은 타산적·합리적 성격을 지닌 재산법과는 달리 비타산적·비합리적 성질을 지니고 있다. 재산법(특히 채권법)은 대체로 임의법 인데 비하여 친족법은 원칙적으로 강행법이다. 상속법은 한편으로 재산승계를 친족공동체 중심으로 규율한다는 면에서 친족법적 성격을 갖지만, 다른 한편으로 소유권취득의 특수한 형태로서의 재산승계라는 점에서 재산법적 성질을 내포하고 있다.
대한민국 민법은 제4편 친족과 제5편 상속에서 가족법을 규율하고 있다.

## 각국의 민법

### 러시아
러시아 민법전에는 실질적인 국제사법이 포함되어 있다.(제66장, 제1186조 이하)

### 일본
일본에 있어서의 현행 민법전은 1898년(메이지 31년)에 시행되었던 "민법(메이지29년 법률 제89호)"이다.

### 중화인민공화국
중화인민공화국에서 민상법(民商法)은 민법과 상법을 포괄하는 개념으로서, 민법을 기본법으로 하고 상법은 민법의 특별법으로 본다. 민법이라 하여도, 통일된 민법전(民法典) 형태로 존재하는 것은 아니며, 실질적인 민법에는 민법통칙(‘民法通則’이 이미 1986.4. 제정되었는데, 앞으로 이를 민법총칙으로 개정할 것이라고 한다), 물권법(통일된 물권법은 아직 없고, 소유권에 관하여는 민법통칙에서 규정하고 있고, 토지등기에 관하여는 토지관리법에서 규정하고 있으며, 담보에 관하여는 담보법을 1995.6.30. 제정하였다), 채권계약법(중국은 1999.3.15. 〈중화인민공화국 합동법(合同法)〉을 제정하여, 1999.10.1.부터 시행하고 있다), 지적재산권법(저작권법, 특허법, 상표법 등), 상속법, 인신권법(人身權法, 민법통칙 중에 포함되어 있다), 혼인가정법 등이 포함된다.

#### 계약법
중화인민공화국 계약법은 계약관련 법적 문제를 전문적으로 다룬 법으로서 당연히 중국 계약법의 중요한 법원(法源)이다. 본 계약법은 총칙 8장, 각칙 15장으로 모두 23장과 부칙으로 구성되어 있다. 그 중에 제1장의 일반규정은 8개의 조문으로 이루어져 있다. 제1조에서 계약법의 입법목적, 제2조에서 계약법의 조정범위, 제3조에서 제7조까지는 본법의 기본원칙을 명시하였고, 마지막 제8조에서 계약의 효력을 규정하였다. 중국 민사법 법원(法源) 중에서 중화인민공화국 계약법을 제외한 기타 계약관련 규정이 중국 계약법의 법원(法源)으로 될 수 있는데, 중요한 것으로는 중국 “민법통칙(民法通則)” 중의 계약관련 규정과 계약법에 관한 최고인민법원의 사법해석을 들 수 있다. 중국 “민법통칙”은 중국 합동법이 제정되기 전부터 시행되던 법으로서 다수의 계약관련 규정을 포함하고 있다.
1949년 중화인민공화국이 수립된 지 반세기 이상의 기간이 지나는 동안 중국 계약법(合同法)의 입법발전의 경향은 명확한 단계별 특징을 가지고 있다. 경제발전의 진전과 상응하여 계약법의 입법 변천을 나눌 수 있다. 건국 초기부터 1970년대 말까지는 계약법의 험난한 배회기간이라고 할 수 있다. 경제의 집중, 정치의 집권, 법률의 허무주의로 인하여 30여년의 긴 시간 동안 계약법은 거의 공백상태였다. 무릇 1970년대까지는 기업간 분쟁은 인민법원의 관할로부터 제외되어 있었고, “혼인가족법”을 중심으로 하는 가족법이 비교적 정비되어 있는 외에는 각종 행정법규와 행정규칙, 사법해석에 관한 규정이 산재되어 있는 실정이었다. 1978년 이후, 중국은 대내 활성화를 시행하고 대외개방의 경제체제 개혁을 단행하고 중앙계획경제체제 하에서 계획적 상품경제체제로의 과도기로 접어들면서 계약법의 입법단계도 새로운 단계로 돌입하게 되고 계약법의 입법방면에서도 실질적인 발전의 성과를 거두면서 중국 정부는 재산법을 체계적으로 정비하기 시작하여,   1980년대 전반에는 “경제법론”이 통설 내지는 유력하게 되어 이것을 기반으로 중화인민공화국 “기술계약법”이 제정되었다.  또한, 중화인민공화국 경제계약법 , 중화인민공화국 섭외경제계약법을 계속해서 공포하고, 이 3대 계약법이 민법통칙과 함께 계약관계를 규율하는 기본 법률이 되었다. 이들 3대 계약법은 계획경제 아래 국유경제 주체들간의 국내외의 계약관계를 다루기 위한 것이었다.  경제계약법은 주로 국내 경제계약에 대한 분쟁을 해결하기 위한 것으로 경제거래 관계에서 당사자의 합법적인 이익을 보호하고 상품경제를 촉진시키기 위한 것으로 1981년에 공포되고, 1993년에 개정되었다. 1993년 개정을 통해 시장경제적 요소를 대폭 수용하여 시장경제를 촉진하게 되었고, 현행 계약법의 모법이 된다.중국 정부내에도 시장경제를 규율하는 것에는 거래주체의 자주성 · 평 등성을 중시해야 한다는 생각이 침투하여, 1986년에 채택되었던 “민법통칙”에는 “평등한 주체인 공민간, 법인간, 공민과 법인간의 재산관계와 신분관계”라고 하는 표현이 사용되기에 이르렀다. 1990년대부터 중국 계약법의 입법은 다시 새로운 발전의 단계로 진입하게 되었다. 그 이후로 물권법, 담보법, 계약법이 제정되어 경제법론은 민사법 입법의 지도원리로서 지위를 상실하였다. 1999년 3월 15일 통과된 중화인민공화국 계약법은 경제계약법 , 섭외경제계약법과 기술계약법 3개가 충돌하는 국면을 마감하고 통일 계약법의 임무를 실현하는 결과를 낳았다.

## 같이 보기
- 대한민국 민법